# Pilvet valmiina
Pilvet valmiina è il terzo singolo estratto dall'album di debutto Silmät sydämeeni della cantante finlandese Kristiina Brask. È stato pubblicato nel maggio 2008.